# Stark (Bunker)
Stark è un romanzo dello scrittore statunitense Edward Bunker, scritto nel 1963 ma pubblicato solo molti anni dopo.

## Trama
A differenza degli altri romanzi di Bunker, i cui protagonisti sono principalmente rapinatori e ladri, in questo  romanzo  viene presentata la controversa figura di Ernie Stark: belloccio, truffatore, eroinomane e amante delle prostitute d'alta classe.
Stark viene ricattato da un detective di nome Crowley per fornirgli informazioni sullo spacciatore hawaiano Momo Mendoza. Ma Stark non è sciocco  riesce a sfuggire alla trappola: dopo aver ucciso la guardia del corpo di Momo, il muto Dummy e il boss messicano che riforniva di droga mezza Los Angeles fugge in Canada.